# Narva-Jõesuu

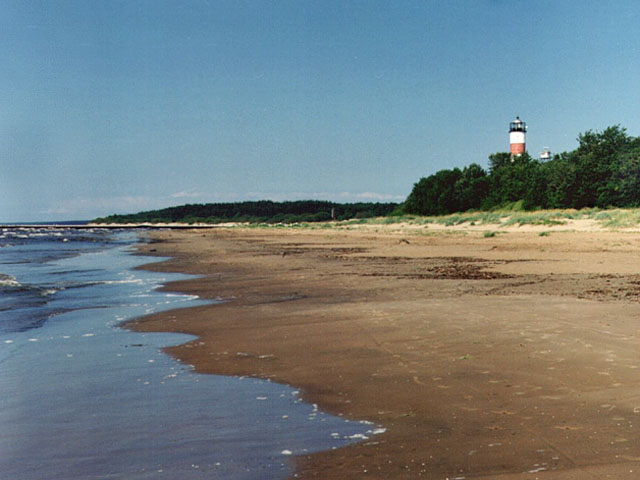
Playa de Narva-Jõesuu.

Narva-Jõesuu (en alemán: Hungerburg) es una ciudad del condado de Ida-Viru, Estonia, localizada en el extremo nororiental del país entre la costa del golfo de Finlandia y el río Narva, junto a la frontera con Rusia. La traducción literal del nombre de la ciudad es estuario del Narva.

## Historia
La población fue mencionada por primera vez en documentos de 1684 con el nombre germano de Hungerburg (ciudad del hambre), a raíz de perder el gobernador de Narva el poder sobre sus señoríos de Kudruküla y Hungerburg. 
A lo largo de la historia la ciudad ha recibido otras denominaciones tales como Mundung y Zeemundung. La población nativa por su parte utilizó el nombre estonio de Maressu (desembocadura del mar) para referirse a la localidad. En los años veinte del pasado siglo se optó por el nombre de Narova-Joesuu que finalmente derivó al actual durante la década de 1930.
Durante el siglo XIX y principios del XX, Narva-Jõesuu fue una ciudad balneario frecuentada por la nobleza de San Petersburgo, ciudad que se encuentra a menos de 150 km al este. Muchos poetas, escritores, artistas y músicos frecuentaron la localidad durante sus vacaciones estivales, hasta el estallido de la Primera Guerra Mundial. Durante el periodo soviético, también fue un popular destino entre los visitantes de la rebautizada Leningrado, aunque ahora no eran los nobles, si no los altos miembros del partido comunista los que recorrían sus playas.
En la actualidad numerosos edificios dedicados antaño al recreo y relax de los visitantes se encuentran degradados y en estado de abandono. Aunque los siete kilómetros de playas de arena y dunas bordeadas de pinos, atrae sobre todo a visitantes nacionales y a algunos de la vecina Finlandia.

## Geografía
La ciudad se encuentra entre el golfo de Finlandia al noroeste, el río Narva al noreste, que constituye la frontera estonia con Rusia y los municipios de Vaivara y Narva al sur.
Narva-Jõesuu, está situado a 12 km al norte de la ciudad de Narva, a 200 km al este de Tallin, a 165 km al suroeste de San Petersburgo y a 47 km al noreste de Jõhvi.
En la localidad se encuentran 7,5 km de los 13 km que posee la playa más larga de Estonia, que se extiende desde la desembocadura del río Narva hasta la aldea de Meriküla.

## Demografía
Actualmente la ciudad alberga 2.691 habitantes y al igual que en la mayoría de ciudades estonias la población decrece año tras año. Como en la vecina Narva la mayoría de la población es rusa o rusófona, aunque en Narva-Jõesuu el porcentaje de estonios es ligeramente mayor que el de Narva.
Con la llegada del verano la población puede albergar hasta 20.000 personas.
- Evolución de la población:

| Evolución de la población del municipio de Narva-Jõesuu | Evolución de la población del municipio de Narva-Jõesuu | Evolución de la población del municipio de Narva-Jõesuu | Evolución de la población del municipio de Narva-Jõesuu | Evolución de la población del municipio de Narva-Jõesuu | Evolución de la población del municipio de Narva-Jõesuu | Evolución de la población del municipio de Narva-Jõesuu | Evolución de la población del municipio de Narva-Jõesuu | Evolución de la población del municipio de Narva-Jõesuu | Evolución de la población del municipio de Narva-Jõesuu |
| Año                                                     | 1989                                                    | 2000                                                    | 2001                                                    | 2002                                                    | 2003                                                    | 2004                                                    | 2005                                                    | 2006                                                    | 2007                                                    |
| ------------------------------------------------------- | ------------------------------------------------------- | ------------------------------------------------------- | ------------------------------------------------------- | ------------------------------------------------------- | ------------------------------------------------------- | ------------------------------------------------------- | ------------------------------------------------------- | ------------------------------------------------------- | ------------------------------------------------------- |
| Población                                               | 3.754                                                   | 2.983                                                   | 2.962                                                   | 2.910                                                   | 2.875                                                   | 2.822                                                   | 2.778                                                   | 2.734                                                   | 2.691                                                   |
- Nacionalidad y lengua materna:

| Nacionalidad y lengua materna en Narva-Jõesuu | Nacionalidad y lengua materna en Narva-Jõesuu | Nacionalidad y lengua materna en Narva-Jõesuu | Nacionalidad y lengua materna en Narva-Jõesuu |
| Habitantes por nacionalidad                   | Habitantes por nacionalidad                   | Hablantes por lengua materna                  | Hablantes por lengua materna                  |
| Nacionalidad                                  | Habitantes                                    | Idioma                                        | Hablantes                                     |
| --------------------------------------------- | --------------------------------------------- | --------------------------------------------- | --------------------------------------------- |
| Estonios                                      | 1.409                                         | Estonio                                       | 388                                           |
| Rusos                                         | 651                                           | Ruso                                          | 2359                                          |
| Bielorrusos                                   | 6                                             | Bielorruso                                    | 24                                            |
| Lituanos                                      | 4                                             | Lituano                                       | --                                            |
| Letones                                       | 2                                             | Letón                                         | 3                                             |
| Ucranianos                                    | 1                                             | Ucraniano                                     | 25                                            |
| Finlandeses                                   | 1                                             | Finés                                         | 13                                            |
| Otras                                         | 2                                             | Otros                                         | 34                                            |
| Sin definir                                   | 774                                           | Sin identificar                               | 137                                           |
| Desconocida                                   | 133                                           |                                               |                                               |

## Economía
Narva-Jõesuu tiene dos áreas portuarias distintas. Una es un muelle situado en la margen izquierda del río Narva, el cual pertenece a la administración de la ciudad. La otra es un puerto gestionado por una compañía privada la Kirderand Ltd.
El turismo es también un importante recurso para la ciudad, que las autoridades intentan fomentar con la puesta en marcha de diversos proyectos turísticos como la construcción de hoteles, un parque acuático y un nuevo puerto entre otros.
Además el Sendero Europeo de Gran Recorrido E9 termina en Narva-Jõesuu después de recorrer 5.000 km desde el Cabo de San Vicente en Portugal. 

## Cultura
La ciudad posee antiguas mansiones de madera reflejo del esplendor pasado, algunas de ellas están en ruinas y otras restauradas albergan hoteles. El Kuursaal de la ciudad que fue arrasado en un incendio en 1910, también ha sido reconstruido.
Al norte de la ciudad se localizan una torre de control fronteriza y un faro de 30 metros de altura, construido en 1957, en sustitución de otro de principios del siglo XIX, que fue destruido durante la Segunda Guerra Mundial.
Una leyenda relata que el antiguo nombre de la ciudad (en alemán Hungerburg), que significa ciudad del hambre, se debe al hambre que sufrió un comerciante alemán al naufragar en esta costa.

## Transportes
Existe una línea de autobuses que conectan Narva-Jõesuu con Narva en 20 minutos.

## Ciudades hermanadas
| Ciudades hermanadas con Narva-Jõesuu | Ciudades hermanadas con Narva-Jõesuu |
| País                                 | Ciudad                               |
| ------------------------------------ | ------------------------------------ |
| Dinamarca                            | Billund                              |